# Jakub Jurka
Jakub Jurka (født 13. juni 1999) er en tjekkisk fægter.
Han repræsenterede Tjekkiet ved sommer-OL 2020 i Tokyo, hvor han blev elimineret i anden runde.
Ved sommer-OL 2024 i Paris vandt han bronze i holdkonkurrencen.